# Slot Hardenberg
Het Slot Hardenberg was een middeleeuws kasteel en vesting in de Nederlandse stad Hardenberg, provincie Overijssel. Van de vesting is in 1959 een 14e-eeuws muurdeel teruggevonden en in het straatbeeld zichtbaar gemaakt.

## Geschiedenis
In 1230 bouwde de Utrechtse bisschop Willebrand van Oldenburg even ten westen van het stadje Nijenstede het kasteel Hardenberch op een rivierduin langs de Vecht. Dit kasteel werd aan de noord- en westzijde afgeschermd door de rivier en aan de overige zijden door een gegraven slotgracht. Voor de bisschop was het kasteel een belangrijke versterking, want zijn vijand Rudolf van Koevorden - die in 1227 de vorige bisschop had verslagen in de slag bij Ane - had in 1229 het kasteel van Coevorden weer in bezit gekregen. Om de bouw van het slot Hardenberg mogelijk te maken ontving de bisschop financiële hulp van de burgers van Zwolle en als dank voor hun bijdrage schonk de bisschop in augustus 1230 de plaats Zwolle stadsrechten.
In 1233 werd in een oorkonde de ridder Wenemarus van Hardenberch genoemd. Waarschijnlijk was hij de kastelein van het nieuwe kasteel.

### Stadsrechten
Bisschop Jan van Arkel verving in 1354 het slot door een nieuwe burcht. Vier jaar later liet hij de kasteelheuvel afvlakken waardoor er ruimte ontstond voor de bouw van een ovalen stenen muur om het kasteel heen, met torens en blokhuizen. De zo ontstane vesting had een afmeting van 125 bij 60 meter. Dit bleek groot genoeg om ruimte te bieden aan bewoning en er verhuisden steeds meer inwoners vanuit Nijenstede naar de veilige vesting Hardenberg, waardoor er binnen de vestingmuren een nieuw stadje ontstond - het latere Hardenberg. Bisschop Van Arkel zette in 1362 de oude rechten en privileges van Nijenstede over naar deze nieuwe nederzetting Hardenberg en verleende haar tevens stadsrechten. Twee jaar later gaf keizer Karel IV toestemming om in Hardenberg een tol te vestigen. Met de tolopbrengsten kon de vesting van Hardenberg - die de grenzen van Overijssel bewaakte - worden onderhouden.

### Uitbreiding
In 1386 zou bisschop Floris van Wevelinkhoven het kasteel laten verbouwen tot een aangename residentie. Tevens bouwde hij een nieuwe ringmuur rondom de bestaande vesting, waardoor Hardenberg een oppervlak van 165 bij 135 meter kreeg. Hij kon dit alles betalen dankzij verbeurd verklaarde goederen van opstandige Friezen. De bisschop zou in 1393, op Goede Vrijdag, op het kasteel komen te overlijden.
In de 15e eeuw werd Hardenberg niet meer als grensvesting vermeld, in tegenstelling tot de kastelen Arkelstein, Coevorden en Holten. Waarschijnlijk was de vesting Hardenberg overbodig geworden vanwege het nabijgelegen Coevorden en de verdedigingswerken bij Venebrugge en Brucht. Wel diende Hardenberg nog als verblijfplaats voor de bisschop. In 1462 en 1470 verpachtte bisschop David van Bourgondië zowel het kasteel als de tol van Hardenberg.

### Sloop
Er kwam in 1518 een einde aan het slot toen bisschop Filips van Bourgondië de opdracht gaf om het te slopen. Ook de als stadsmuur fungerende vestingmuur moest er aan geloven: deze werd in hoogte gehalveerd, om in 1523 alsnog te worden afgebroken. Overigens zou er in 1573 nog wel een deel van de muur overeind hebben gestaan.

## Beschrijving
Er zijn geen afbeeldingen bekend van het kasteel Hardenberg. Ook de locatie is niet volledig duidelijk. Op een afbeelding van Jacob van Deventer uit 1560 is in de zuidoosthoek van het stadje een leeg terrein zichtbaar: waarschijnlijk was dit de locatie van het kasteel. Op deze locatie is in 1889 de Höftekerk gebouwd.

### Muur

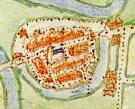
In de zuidoosthoek van de omgrachting is een leeg terrein zichtbaar. Dit is de mogelijke locatie van het kasteel.

In 1959 kwam bij bouwwerkzaamheden aan het postkantoor een deel van de vestingmuur tevoorschijn. Het bleek niet mogelijk om de aangetroffen muur te behouden, maar na het afbreken van twee bouwvallige huisjes werd een aangrenzend deel van de muur blootgelegd en in de jaren 1961-1962 gerestaureerd. Sinds 1973 is deze dertien meter lange muur een rijksmonument.
De muur is opgetrokken met blokken ijzeroer, afkomstig uit het Vechtdal. Van de muur is alleen de kern van onbehakte blokken steen behouden gebleven: het gladde buitenwerk van behakte blokken is verdwenen. Bij de restauratie is dit buitenwerk overigens opnieuw aangebracht met nieuwe blokken ijzeroer. De ouderdom van de muur wordt geschat op de 14e eeuw. Zowel Jan van Arkel als Floris van Wevelinkhoven kunnen de bouwheer zijn geweest.
Ook nadien zijn nog delen van de muur aangetroffen, zoals in 2019 en 2020.
Den Aalshorst · Den Alerdinck · Huis Almelo · Arkelstein · Averbergen · Azoelen · Backenhagen · Bellinckhof · Den Berg · Huis Bergentheim · Beugelskamp · Beverfeurde · Blankena · Hof te Boekelo · Borgbeuningen · Havezate Boskamp · Boxbergen · Havezate Brecklenkamp · Bredenhorst · Buckhorst · Campherbeek · Colckhof · Den Dam · Huis Diepenheim · Dingshof · Dubbelink · Kasteel Eerde · Egede · Havezate Elsen · Everlo · Landgoed Frieswijk · Glinthuis · Huis Gramsbergen · Grimberg · Grotenhuis · De Haere · Haerst · Hagmeule · Slot Hardenberg · Huis Heeckeren · Huis Hengelo · Herxen · Hofstede · Hogenhof · Hondeborg · Katenhorst · Kevelham · Kranenburg · De Kuile · Het Laar · Leemcule · Luttenberg · Mataram · Mennigjeshave · Nijenhuis (Diepenheim) · Nijenhuis (Olst-Wijhe) · Oldemeule · Olidam · Oosterhof · Huis te Ootmarsum · Den Ordel · Pekkedam · Pothof · Rande · Kasteel Rechteren · Het Reelaer · Rhaan · Rutenberg · Huis Saasveld · Havezate Schoonheten · Havezate Schuilenburg · Singraven · Stoevelaar · Kasteel Toutenburg · Twickel · Vechterweerd · Venebrugge · Kasteel Voorst · Warmelo · Wegdam · Weldam · Weleveld · Huis Werkeren · Westerflier · Wittenstein · Zuthem